# The Song of the Wave, and Other Poems
The Song of the Wave, and Other Poems – tomik amerykańskiego poety i dramaturga George’a Cabota Lodge’a, opublikowany w 1898 w Nowym Jorku nakładem oficyny Charles Scribner’s Sons. Zbiorek jest opatrzony mottem z liryki Charlesa Leconte’a de Lisle’a i dedykacją To the Poet Giacomo Leopardi. Liczy ponad 130 stron. Oprócz tytułowego utworu The Song of the Wave zawiera między innymi wiersze Exordium, A First Word, The Ocean Sings, The East Wind, The Norsemen, Was Hat Man Dir, Du Armes Kind, Gethan i The Song of the Sword, jak również Youth, Serenade, To Psyche oraz Tuckanuck. Poza tym w tomiku znalazło się kilkadziesiąt sonetów, w tym utwór Eli! Eli! Lama Sabachtani. W tematyce, symbolice i obrazowaniu wielu wierszy składających się na omawiany tomik, jak i zbiorek Poems 1899–1902 z 1902, ważną rolę odgrywa żywioł wody, a w szczególności otwartego morza. Morze symbolizuje w poezji Lodge’a śmierć, miłość i inspirację poetycką.